# The Kaleidoscope (アルバム)
『The Kaleidoscope』（ザ・カレイドスコープ）は日本のバンド、The Kaleidoscopeのアルバム。

## 内容
最大のヒット作となった本作は、今井裕と織田哲郎の共同プロデュース。「Storyteller」はドラムの児島英雄が唯一、作曲を担当した。

## 収録曲
1. 愛すべきひとよ
作詞・作曲：石田匠　編曲：今井裕・The Kaleidoscope
2. She's Gone
作詞・作曲：石田匠　編曲：今井裕・The Kaleidoscope
3. 潮騒
作詞・作曲：石田匠　編曲：今井裕・The Kaleidoscope
4. 幸せのありか -theme of GO-
作詞・作曲：石田匠　編曲：織田哲郎・The Kaleidoscope
5. Noize in My Dream
作詞・作曲：石田匠　編曲：今井裕・The Kaleidoscope
6. パイロット
作詞・作曲：石田匠　編曲：今井裕・The Kaleidoscope
7. ワァイルドサイド
作詞・作曲：石田匠　編曲：The Kaleidoscope
8. Storyteller
作詞：石田匠　作曲：小島英雄　編曲：今井裕・織田哲郎・The Kaleidoscope
9. nowhere man
作詞・作曲：石田匠　編曲：今井裕・織田哲郎・The Kaleidoscope
10. Father's Eye
作詞・作曲：石田匠　編曲：織田哲郎・The Kaleidoscope
11. Star Light Blues[1]
歌詞カードには、「track.11に関しましては曲名、歌詞等の表記を割愛させて頂いております」とあり、いわゆる隠しトラックである。作詞・作曲・編曲に関しても記載はない。

## 参加ミュージシャン
- 織田哲郎 - ギター
- 今井裕 - キーボード